# Wurajdat al-Markaz
Wurajdat al-Markaz – wieś w Syrii, w muhafazie Aleppo, w dystrykcie Manbidż. W 2004 roku liczyła 469 mieszkańców.